# Marianne Fredriksson
Marianne Fredriksson (* 28. März 1927 als Marianne Persson in Göteborg; † 11. Februar 2007 in Österskär, Gemeinde Österåker bei Stockholm) war eine schwedische Schriftstellerin und Journalistin.

## Leben und Werk
Die Tochter eines Schiffbauers und einer Hausfrau wuchs in einem proletarischen Milieu auf. Nach dem Besuch der höheren Schule arbeitete sie ab 1947 zunächst als Korrektorin, später als Journalistin bei der Abendzeitung Göteborgs-Tidningen. Hier lernte sie ihren Mann Sven kennen, den sie 1949 in Genua heiratete.
Als ihre beiden Töchter zwei und sechs Jahre alt waren, zog Marianne Fredriksson 1962 nach Stockholm und arbeitete als Chefredakteurin für das Einrichtungsmagazin Allt i hemmet. Die sehr erfolgreichen Zeitschriften Vi föräldrar (Wir Eltern) und Allt om mat (Alles über das Essen), für die sie später schrieb, gründete sie selbst. Zwischen 1974 und 1988 war sie außerdem Redaktionsleiterin in der Tageszeitung Svenska Dagbladet.
Seit ihrem späten schriftstellerischen Debüt im Jahre 1980 mit Evas bok (Eva) publizierte sie 14 Romane, darunter die Weltbestseller Simon och ekarna (Simon) und Anna, Hanna och Johanna (Hannas Töchter). Insgesamt wurden ihre Bücher in 47 Sprachen übersetzt, in 150 Ländern publiziert und weltweit mehr als 17 Millionen Mal verkauft. Eine große Leserschar fand sie außerhalb ihres Heimatlandes vor allem in Dänemark, den Niederlanden und in Deutschland. 
In Deutschland war unter anderem der 1998 erschienene Roman Simon mit 800.000 verkauften Exemplaren besonders erfolgreich. Das Buch mit weltweit 2,5 Mio. verkauften Exemplaren wurde 2011 unter dem gleichnamigen Titel Simon verfilmt. Es war die erste Verfilmung eines ihrer Bücher. Das Drama, in dem Jan Josef Liefers einen deutschen Juden spielte, wurde 2012 mit 13 Nominierungen für den schwedischen Filmpreis Guldbagge bedacht, wobei er 2 Auszeichnungen erhielt.
Ihre ersten fünf Werke sowie ihr 1997 erschienenes Buch Enligt Maria Magdalena (Maria Magdalena), für das sie ein intensives Quellenstudium betrieb, kreisen um biblische Motive. Später erreichte sie mit gefühlsbetonten Familien- und Generationenromanen aus der Perspektive von Frauen vor allem ein weibliches Publikum. In ihrem Buch Älskade barn (Geliebte Tochter) behandelt sie die Gewalt gegen Frauen inner- und außerhalb der Ehe. Eines der zentralen Themen in ihren Romanen ist die Freundschaft, die sich oft als beständiger erweist als die Liebe. 
Marianne Fredriksson starb im Februar 2007 im Alter von 79 Jahren an einem Herzinfarkt.

## Bibliografie

### Romane
- 1975 Kärlek, jämlikhet, äktenskap?: om pojkar, flickor, kärlek, parbildning, könsroller (mit Britta Hansson)
- 1980 Evas bok
  - Eva, dt. von Walbrug Wohlleben; Fischer-Taschenbuch-Verlag, Frankfurt am Main 2001, ISBN 3-596-14041-2.
- 1981 Kains bok
  - Abels Bruder, dt. von Walbrug Wohlleben; Fischer-Taschenbuch-Verlag, Frankfurt am Main 2001, ISBN 3-596-14042-0.
- 1983 Noreas saga
  - Noreas Geschichte, dt. von Walbrug Wohlleben; Fischer-Taschenbuch-Verlag, Frankfurt am Main 2001, ISBN 3-596-14043-9.
- 1985 Paradisets barn
- 1985 Simon och ekarna
  - Simon, dt. von Senta Kapoun; Krüger-Verlag, Frankfurt am Main 1998, ISBN 3-8105-0635-4. (Platz 1 der Spiegel-Bestsellerliste vom 2. November 1998 bis zum 21. März 1999)
- 1988 Den som vandrar om natten
  - Marcus und Eneides, dt. von Walbrug Wohlleben; Fischer-Taschenbuch-Verlag, Frankfurt am Main 2000, ISBN 3-596-14045-5.
- 1989 Gåtan
  - Lillemors Rätsel, dt. von Senta Kapoun; Fischer-Taschenbuch-Verlag, Frankfurt am Main 2003, ISBN 3-596-14044-7.
- 1990 Syndafloden
  - Die Sintflut, dt. von Ulrike Landzettel; Hitzeroth, Marburg 1991, ISBN 3-89398-073-3.
- 1992 Blindgång
  - Sofia und Anders, dt. von Christel Hildebrandt; Krüger-Verlag, Frankfurt am Main 2001, ISBN 3-8105-0652-4.
- 1993 På akacians villkor. Att bygga och bo i samklang med naturen (mit Bengt Warne)
- 1993 Om kvinnor vore kloka skulle världen stanna
- 1994 Anna, Hanna och Johanna
  - Hannas Töchter, dt. von Senta Kapoun; Krüger-Verlag, Frankfurt am Main 1997, ISBN 3-8105-0633-8. (Platz 1 der Spiegel-Bestsellerliste in den Jahren 1997 und 1998)
- 1997 Enligt Maria Magdalena
  - Maria Magdalena, dt. von Senta Kapoun; Krüger-Verlag, Frankfurt am Main 1999, ISBN 3-8105-0636-2.
- 1997 De elva sammansvurna
- 1999 Flyttfåglar
  - Inge und Mira, dt. von Senta Kapoun; Krüger-Verlag, Frankfurt am Main 2000, ISBN 3-8105-0637-0.
- 2001 Älskade barn
  - Geliebte Tochter, dt. von Senta Kapoun; Krüger-Verlag, Frankfurt am Main 2002, ISBN 3-8105-0661-3.
- 2004 Skilda verkligheter
  - Die Jahre mit Jan, dt. von Senta Kapoun; Krüger-Verlag, Frankfurt am Main 2005, ISBN 3-8105-0667-2.
- 2006 Ondskans leende
  - Stinas Entscheidung, dt. von Gabriele Haefs; Krüger-Verlag, Frankfurt am Main 2006, ISBN 3-8105-0671-0.

### Weitere Publikationen
- 1993 – Om kvinnor vore kloka skulle världen stanna (dt. Wenn Frauen weise wären, würde die Welt untergehen; Auswahl ihrer journalistischen Arbeiten)
- 1995 – mit ihrer Tochter Ann Fredriksson: De elva sammansvurna (dt. Die elf Verschwörer, Sachbuch über das Thema Gruppenpsychologie)
- 2002 – Mein Schweden (deutsche Originalveröffentlichung), ISBN 978-3810506627